# تانیله گوفرز
تانیله گوفرز (انگلیسی: Taniele Gofers؛ زادهٔ ۱۲ ژوئن ۱۹۸۵) بازیکن واترپلو زن اهل استرالیا است.